# درون‌کاشت منیزیمی
منیزیم (به انگلیسی: Magnesium) به عنوان یک مادهٔ زیست سازگار و زیست جذب پذیر مطرح است. برخی از خصوصیات فیزیکی جذاب منیزیم شامل استحکام ویژه بالا و نزدیک بودن مدول الاستیک آن به استخوان بدن انسان است که از این جهت آن را از مواد ایمپلنت عادی متمایز می‌کند. این خواص از اهمیت زیادی برخوردار هستند؛ چون استحکام مکانیکی بالا مقدار مادهٔ مورد نیاز برای مقاومت ایمپلنت در مقابل بار اعمالی را کاهش می‌دهد. همچنین مدول الاستیک نزدیک به هم باعث می‌شود تا اثرات ناشی از تحمل نکردن بار (به انگلیسی: Stress Shielding) توسط بافت استخوان به حداقل برسد.

## تاریخچه
برای چندین دهه، توسعه مواد ایمپلنت زیست‌سازگار، بر روی ایمپلنت‌هایی که پایدار هستند و کمترین خوردگی را در بدن دارند، متمرکز شده بود. اما پیدایش مواد زیست جذب شونده، باعث تغییر در این رویکرد شد. فلزات پایه منیزیم برای اولین بار در ابتدای قرن ۲۰ میلادی برای کاربردهای ارتوپدی مورد استفاده قرار گرفت. لامبوت (به انگلیسی: Lambotte) برای اولین بار گزارشی از کار گذاشتن صفحهٔ ایمپلنت به همراه میخ‌های فولادی با طلا روکش داده شده برای درمان شکستگی استخوان پا را گزارش داد. با این وجود، خوردگی درون جانداری (in vivo) ایمپلنت بسیار سریع بود و فقط در ۸ روز تخریب شد. از آن موقع، چندین تلاش برای افزایش مقاومت به خوردگی ایمپلنت منیزیم صورت گرفت. این مطالعات باعث شد تا قابلیت‌های دیگر منیزیم مانند تحریک رشد استخوان و خاصیت درمانی آن روشن شود.

## مشکلات استفاده از منیزیم به عنوان ایمپلنت
خوردگی منیزیم باعث تولید محصولاتی می‌شود که مضراست و این مواد توسط ادرار دفع می‌شوند. اما موضوعی که باعث محدود شدن استفاده از منیزیم می‌شود، مقاومت پایین آن در مقابل خوردگی می‌باشد. نرخ خوردگی بالای آن باعث می‌شود تا محصولات حاصل از خوردگی با سرعت تشکیل شوند. همچنین نرخ بالای خوردگی تحت شرایط فیزیولوژیکی، کارکرد مکانیکی ایمپلنت را قبل از رشد و درمان استخوان تحت تأثیر قرار می‌دهد. این نرخ خوردگی بالا باعث تولید سریع گاز هیدروژن و حباب‌های گازی می‌شود. این حباب‌ها می‌توانند در اطراف ایمپلنت جمع شوند و مانع از ترمیم استخوان شوند. این گاز هیدروژن موضعی می‌تواند PHرا در اطراف ایمپلنت افزایش دهد.
برای استفاده مطلوب از منیزیم به عنوان ایمپلنت ، باید زمان تخریب آن را تحت کنترل قرار داد تا با نیازهای استخوان که از آن جمله رشد و ترمیم آن می‌باشد، مطابقت داشته باشد. سطوح این‌گونه ایمپلنت‌ها با با مواد مختلف و پلیمرها روکش داده می‌شود تا چسبندگی آن‌ها به سطح افزایش پیدا کند. هنگامی که ایمپلنت به سلول‌های استخوان بچسبد، این سلول‌ها یک ماده پروتئینی را بر روی ایمپلنت به وجود می‌آورند که این موضوع باعث کارکرد و ادامهٔ زندگی بافت استخوانی می‌شود. به علت این دلایل گفته شده، خوردگی منیزیم باید کاملاً کنترل شود تا تمرکز منیزیم در یک ناحیه به شدت کاهش پیدا نکند؛ چون در غیر این صورت، رشد و ترمیم بافت استخوان دچار مشکل می‌شود؛ بنابراین برای استفاده از منیزیم در ساخت ایمپلنت‌ها، دانش خوردگی و کنترل نرخ آن اهمیت اساسی دارد.

## کنترل خوردگی و طراحی آلیاژ
با وجود اینکه منیزیم خواص زیست سازگاری خوبی دارد، اما نرخ خوردگی بالای آن تحت وضعیت PH فیزیولوژیکی، باعث کاهش زیست سازگاری ایمپلنت ساخته شده از آن در نزدیکی سطوح ایمپلنت می‌شود. تحت شرایط اتمسفری عادی، منیزیم با آب واکنش می‌دهد تا یک فیلم محافظ از منیزیم اکسید (تشکیل شود. با وجود اینکه این فیلم خوردگی منیزیم را در محیط آبی کاهش می‌دهد، اما منیزیم با یون‌های کلراین حاضر در شرایط فیزیولوژیکی واکنش می‌دهد تا و گاز هیدروژن تولید کند.
تلاش‌هایی که برای کنترل نرخ خوردگی منیزیم صورت گرفته شامل خالص سازی، آلیاژسازی، آنودیزه کردن روکش دهی سطح بوده‌است. مطالعات نشان داده‌است که خالص سازی منیزیم به‌طور قابل توجهی نرخ خوردگی آن را کاهش می‌دهد؛ اما با توجه به مقاوت به تغییر شکل کم آن (yield)، کاربرد آن در موارد ارتوپدی و مکان‌هایی که به تحمل بار احتیاج است، کم است.

## عناصر آلیاژی
عناصر آلیاژی می‌توانند برای افزایش استحکام منیزیم خالص به کار روند؛ اما این عناصر باید به دقت انتخاب شوند تا زیست سازگاری منیزیم تحت شعاع آن‌ها قرار نگیرد. عناصری مانند Fe , Ni , Cu و Co با افزایش نرخ خوردگی منیزیم، آثار زیان باری بر روی خواص خوردگی آن دارند. تأثیر عناصری مانند کادمیم Mg , Sn , Zn و Ca به مقدار آن‌ها در آلیاژ بستگی دارد.
عنصر آلیاژی که بیشترین استفاده را درآلیاژهای پایه منیزیم دارد، آلومینیوم است که استحکام و مقاومت به خوردگی منیزیم را افزایش می‌دهد. با این وجود، زیست سازگاری ضعیف آن باعث تخلیه شدن بافت از فسفات می‌شود و جذب فسفات از طریق دستگاه گوارش کاهش می‌دهد.
زیرکنیوم که به عنوان مادهٔ عنصر ریزدانه کننده ساختار به آلیاژهای پایه منیزیم اضافه می‌شود، باعث سرطان ریه می‌شود. عناصر خاکی نادر مانند سریم(Ce)، لوتتیم (Lu) و پرازئودیمیم (Pr) برای بدن انسان سمی هستند.
بنابراین انتخاب مناسب عناصر آلیاژی در طراحی ایمپلنت‌ها زیست سازگار از اهمیت حیاتی برخوردار است. کاربرد عناصر آلیاژی در ایمپلنت‌های زیست سازگار که برای بدن ضروری می‌باشند، احتمال سمی بودن را کاهش می‌دهد و امکان ساخت و طراحی ایمپلنت‌های زیست سازگار و زیست جذب شونده را فراهم می‌کند.
کلسیم (Ca) و روی(Zn) دو عنصر ضروری در بدن انسان هستند که باعث استحکام مکانیکی آلیاژهای پایه منیزیم می‌شوند. کلسیم باعث افزایش مقاومت به خوردگی آلیاژهای پایه منیزیم می‌شود. این در حالی است که افزودن روی نیز باعث افزایش استحکام این نوع آلیاژها از طریق رسوب سختی می‌شود.

## کاربردهای کنونی آلیاژهای منیزیم به عنوان مواد زیست جذب شونده

### کاربردهای قلبی عروقی

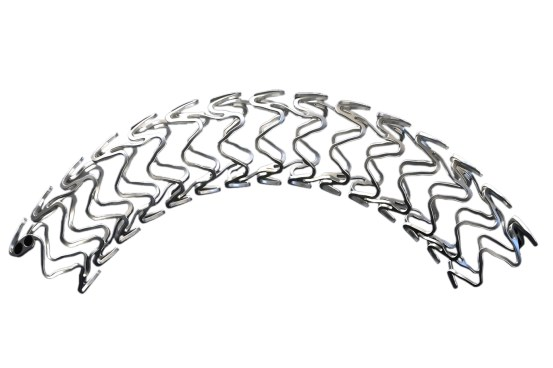
استنت منیزمی

تصلب شراین توسط تجمع چربی، الاستین (Elastin) و کلاژن (Collagen) در نواحی از شریان که تحت تنش برشی زیادی قرار دارد، تعریف می‌شود. این موضوع باعث باریک شدن مجرای خونی و تنگی نفس می‌شود. برای درمان تصلب شراین، از استنت استفاده می‌شود. این استنت‌ها از فلزات ساخته می‌شوند؛ چون خواص مکانیکی آن‌ها از موادی مانند پلیمرها بهتر است. آهن(Fe) برای سوخت و ساز بدن (Metabolism) ضروری است؛ اما این عنصر می‌تواند سمی باشد. همچنین نرخ خوردگی آلیاژهای پایه آهنی برای استفاده در استنت‌های زیست جذب شونده (AMS)، بسیار پایین است. ماده ای که برای استفاده در استنت لازم است، باید سرعت خوردگی بالاتری داشته باشد؛ بنابراین آلیاژهای پایه منیزیم به عنوان ماده مناسب برای استنت‌های زیست جذب شونده معرفی شدند. همچنین، منیزیم برای سوخت و ساز بدن ضروری است و مقدار اضافی آن به سرعت از بدن دفع می‌شود و خاصیت سمی ندارد.
اولین استفاده از منیزیم به عنوان استنت در سال ۲۰۰۵ میلادی گزارش شده‌است.

### کاربردهای ارتوپدی

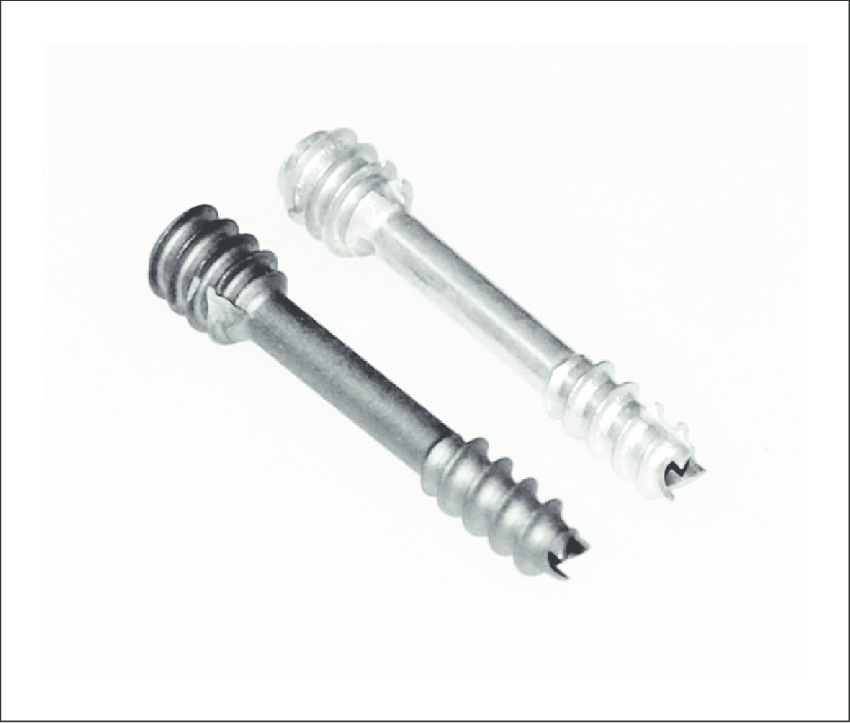
پیچ‌های ارتوپدیک منیزیمی

برای کاربردهای ارتوپدی، فولاد، تیتانیوم و آلیاژهای آن‌ها به کار می‌روند. اما خواص مکانیکی آن‌ها معمولاً با خواص مکانیکی استخوان سازگار نمی‌باشد. این مسئله ممکن است باعث پارگی ایمپلنت به دلیل تجمع نابجایی (Dislocation) شود؛ بنابراین انتخاب مناسب می‌تواند آلیاژهای پایه منیزیم که زیست جذب شونده هستند، باشد. در واقع این‌گونه آلیاژها دارای خواص مکانیکی مشابه استخوان می‌باشند.
آلیاژ منیزیم MgYREZr سازگاری خوبی با بافت استخوان دارد. در نتیجه این آلیاژ به عنوان جایگزین مناسبی برای پیچ‌های تیتانیومی معرفی شد.